# کوارتت زهی شماره ۶ (مندلسون)
کوارتت زهی شماره ۶ در فا مینور، اپوس ۸۰، اثری از فلیکس مندلسون بود. او این اثر را در سال ۱۸۴۷، دو ماه قبل از مرگ خود نوشت و آخرین اثر عظیمی بود که پیش از مرگ تکمیل کرد. گمان می‌شود که این اثر ادای احترام آهنگساز به خواهر خود، فانی مندلسون بود که در ماه مه همان سال فوت کرده بود.
این کوارتت برای اولین بار در پنج اکتبر سال ۱۸۴۷، در مجلسی خصوصی و در حضور ایگناتس مشه‌لس اجرا شد. اولین اجرا عمومی اثر در چهارم نوامبر ۱۸۴۸ بود؛ کوارتت در دانشگاه موسیقی و تئاتر لایپزیگ اجرا شد و یوزف یواخیم، شاگرد جوان مندلسون، نوازنده ویولن بود. دیگر نوازندگان کوارتت، از اعضای ثابت ارکستر گواندهاوس بودند.
پارتیتور کوارتت در سال ۱۸۵۰، سه سال پس از مرگ مندلسون، و توسط برایتکپف و هرتل به چاپ رسید. نسخه دستنویس اثر در کتابخانه یاگیلونیا، در کراکوف، لهستان نگهداری می‌شود.